# Sho Naruoka
Sho Naruoka (Japans: 成岡翔, Naruoka Shō) (Shimada, 31 mei 1984) is een Japans voetballer uit Shimada (Shizuoka). Hij speelt momenteel bij Júbilo Iwata. Naruoka is voornamelijk als middenvelder actief maar hij kan ook als aanvaller uit de voeten.

## Carrière
Sho begon zijn carrière bij Fujieda Higashi High School. Eind 2002 liep hij stage bij AFC Ajax maar hij besloot uiteindelijk te gaan spelen voor Júbilo Iwata waar hij op 11 mei 2003 zijn debuut maakte tegen Kyoto Purple Sanga. Sho kreeg na vier seizoenen bij Júbilo het prestigieuze rugnummer 10 na het vertrek van de populaire Takashi Fukunishi naar FC Tokyo.

## Statistieken
| Seizoen | Club         | Competitie | Wedstrijden | Doelpunten |
| ------- | ------------ | ---------- | ----------- | ---------- |
| 2003    | Júbilo Iwata | J-League   | 12          | 0          |
| 2004    | Júbilo Iwata | J-League   | 20          | 1          |
| 2005    | Júbilo Iwata | J-League   | 18          | 2          |
| 2006    | Júbilo Iwata | J-League   | 16          | 3          |
| 2007    | Júbilo Iwata | J-League   | 30          | 8          |
| Totaal  | Totaal       | Totaal     | 96          | 14         |